# My Funny Valentine
My Funny Valentine è un brano musicale composto da Richard Rodgers e Lorenz Hart per il musical Babes in Arms del 1937.
Nella prima rappresentazione del musical a Broadway il brano fu interpretato dall'allora diciassettenne Mitzi Green. In seguito è diventato uno degli standard del jazz più eseguiti ed è stato proposto da molti celebri musicisti e interpreti. Tra le esecuzioni più note quelle di Miles Davis, Chet Baker, Billy Eckstine, Johnny Hartman, Van Morrison, Gerry Mulligan, Sarah Vaughan, Chaka Khan, Julie London, Ella Fitzgerald, e Frank Sinatra. In Italia è stato inciso, fra gli altri, anche da Rossana Casale, Bruno Lauzi, Gigi Cifarelli e Ornella Vanoni.

## Storia
Il musical Babes in Arms fu inaugurato allo Shubert Theatre di Broadway il 14 aprile 1937 e fu messo in scena 289 volte. Nella sceneggiatura originale, un personaggio di nome Billie Smith (interpretato da Mitzi Green) dedica questa canzone a Valentine "Val" LaMar (Ray Heatherton), scherzando su alcune sue caratteristiche. Ma, alla fine, afferma che Valentine riesce a farla ridere e che non vorrebbe che lui cambiasse mai. Il brano entrò per la prima volta in classifica nel 1945, interpretato da Hal McIntyre e Ruth Gaylor. Restò in classifica una sola settimana in sedicesima posizione.
Non si contano gli album nei quali My Funny Valentine è inclusa e il gran numero di artisti che l'hanno eseguita in tutto il mondo.